# Rieden (powiat Ostallgäu)
Rieden – miejscowość i gmina w południowych Niemczech, w kraju związkowym Bawaria, w rejencji Szwabia, w regionie Allgäu, w powiecie Ostallgäu, wchodzi w skład wspólnoty administracyjnej Pforzen. Leży w Allgäu, około 18 km na północ od Marktoberdorfu.

## Polityka
Wójtem gminy jest Ludwig Landwehr, w skład rady gminy wchodzi 12 osób.
|      | FWV/FWG/JWG | FWV Zellerberg | FWG Rieden/Zellerberg | JWG Rieden/Zellerberg | Razem |
| 2008 | 12          | -              | -                     | -                     | 12    |
| 2002 | -           | 6              | 4                     | 2                     | 12    |